# 衝動殺人 息子よ
『衝動殺人 息子よ』（しょうどうさつじん むすこよ）は、1979年（昭和54年）に公開された日本映画。1978年（昭和53年）に『中央公論』で連載された長編ノンフィクション「衝動殺人」（作者は佐藤秀郎）が原作。製作は松竹・TBS、監督は木下惠介、主演は若山富三郎・高峰秀子。この映画で若山は第53回キネマ旬報主演男優賞・第22回ブルーリボン賞・第34回毎日映画コンクール・第3回日本アカデミー賞（最優秀主演男優賞）などの主演男優賞を受賞した。また同じく主演の高峰は、この映画を最後に女優を引退した。この映画が世論を動かし、犯罪被害者給付金制度の成立に貢献したとも言われる。

## あらすじ
昭和41年、京浜工業地帯で町工場を経営する川瀬周三は、溶接の影響で視力が衰えており、このため26歳になる一人息子の武志が、勤務してきた自動車工場を退職し、跡を継ぐべく父の工場で働くようになっていた。そんなある夜、武志は、友人と近くの釣り堀に出かけた帰り道で、通り魔に腹部を刃物で刺され重傷を負う。「仇はとってくれよ」との言葉を父に残し、武志は周三の腕の中で息たえた。
不可解な凶行に周囲は騒然となるが、すると犯人が家族に連れられて警察に出頭した。犯人は少年で、「ヤクザ者にけしかけられ、誰でも良いから殺そうとした」というのが犯行動機だった。その暴力団関係者を警察は呼び出して詰問するが、「組に入りたければ何でも良いから大きなことをしろ、と言っただけで、人を殺せとは言っていない」と責任回避してしまったので、警察も暴力団に対してこれ以上の追及はできなかった。
事件の理不尽さにより精神的な打撃をうけた周三は、経営する工場を放り出し、寝込んで食事をとらず、起きれば武志の墓に通い詰めるばかりだった。事件から5か月が過ぎる頃、そんな周三のもとへ、事件を取材していた新聞記者の松崎が来て、「横浜地裁で公判が始るので傍聴したらどうか」と言う。そこで、妻と甥の三人で地裁に赴いた周三だったが、法廷に連れられて来た被告を見ると、隠し持った包丁を取り出し飛びかかろうとした。これは妻と甥に阻まれ、甥から「伯父さんまで殺人犯になってしまっては駄目だ！」とたしなめられる。
犯人の少年は家庭環境に複雑な事情があり、そのためグレて暴力団員に近づき影響され犯行に及んだようである。昭和42年2月27日に開かれた判決公判の法廷では、被告に国選弁護人が付き添っているだけで、傍聴席に被告の家族の姿は無かった。そして判決は、懲役五年から十年の不定期刑であった。“これでは刑が軽すぎる！”と周三は憤るが、被告は未成年であり諸般の事情も考慮すれば更生の余地があるとの判決理由だった。
息子は殺され損ではないかと感じた周三は、役所の無料法律相談に行く。そこでの回答は、現在の日本の制度だと、犯罪の被害者が公的な補償を受けられるのは、捜査や逮捕で警察に協力したために殺傷されたり、検察側の証人として裁判で証言したことで恨まれ復讐されるなど、お上に協力したために遭った被害についてのみ。あまりにも冷たいと感じた周三は、“法律が間違っているのではないか”と考え、その日から法律の専門書を買い集めて独学を始める。
さらに周三は、自分と同様に子供を通り魔に殺害された者がいると松崎記者から聞き、その中沢という人物を訪ねる。中沢の娘を襲った犯人は、警察の取り調べに対して「むしゃくしゃしていて誰でも良いから殺してやろうと思い刃物を持って出た」と証言した。中沢の話を聞いた周三は、自分の息子の事件と共通していると感じたが、しかし中沢は娘を亡くしても他に息子がいるそうなので、“跡取りの一人息子を亡くした自分よりはまだマシだ”という意味のことを周三は言って中沢を傷つけてしまう。周三は自分ばかり哀れんでいたことを反省し、もっと犯罪被害者の遺族に会って幅広く事実を知ろうと決意する。
彼は工場の売却で得た資金で全国を行脚し、何年もかけて大勢の被害者遺族に面会した。すると家族を亡くして悲しんでいるだけでなく、働き手を失い経済的困窮に見舞われている者が少なくないことがわかった。そして周三は昭和49年に、犯罪学を研究する大学教授の中谷に会い、犯罪の被害者とその遺族に対して「国が補償をする制度を創設するべきだ」という持論を聞いた。これに共鳴した周三は、犯罪被害者の遺族たちに協力を呼びかけ、賛同の署名を集め、請願書を国会に提出する。
そのときすでに周三は緑内障により視力の悪化が著しく、失明は時間の問題だと医師から宣告される。それでも周三は、妻に手を引かれながら運動を続けた。そして昭和51年7月頃にマスコミと国会で証言した周三は、ついに政府を動かすことになる。しかしその直後に心筋梗塞で倒れた周三は、武志が亡くなったのと同じ病院で66年の生涯を閉じる。

## キャスト
川瀬周三
演 - 若山富三郎
横浜市鶴見区の工場の社長。この20年間苦労しながら工場を経営してきた。息子の武志には仕事では厳しいが、私生活では愛情を持って接している。威勢の良い人物で頑固者だが、雪枝からは「律儀で真っ正直な人」と評されている。武志の死に大きなショックを受けるが、地方裁判所での判決後を境に武志の敵を討つような強い気持ちを持ち始める。全国各地の犯罪被害者遺族に協力を求める会員集めの旅にでかけ、その後「犯罪による被害者補償制度を促進する会」の会長となる。昭和49年頃の雪枝と会員集めの旅で新横浜駅の階段で転落したことで眼科で診察を受け、緑内障であることが判明する。
長野県生まれ。子供の頃は両親と兄、弟と暮らしていたが、小学校に上がる前に父親を亡くし、小学校卒業した後に母を亡くしたため、飯田市に住む叔父（または伯父）の家にもらわれて育てられた。
川瀬雪枝
演 - 高峰秀子
朗らかな性格の専業主婦。武志を亡くしたことに悲嘆したが、直後から周三が寝込んだり覇気のない状態となったことから、できるだけ悲しみを抑えて気丈に来客に応対したり、周三を精神的に支え続ける。判決裁判後のある夜、周三に号泣しながら辛い胸の内を打ち明ける。その後周三が全国各地の被害者遺族の会員集めの旅にたまに同行したり、渋谷区での街頭署名運動にも参加する。周三の緑内障が判明して以後は、夫の目の代わりとなって行動を共にするようになる。
川瀬武志
演 - 田中健
周三の息子。26歳。周三の工場の溶接工として働いて5年になる。明るく真面目な性格で、仕事ではしっかりした考え方の持ち主。跡継ぎとして周三から厳しく仕事を仕込まれてきた。自動車工場に勤めていたある日、周三に合うため自宅の工場に訪れたところ、父が何度かつまずいたのを見て目が見えにくくなっていることを知り、自宅の工場で働くことを決めた。仕事も結婚も希望に溢れ、人生これからという時に見知らぬ男に何の落ち度もない状態で突然刺殺される。趣味はハーモニカで、「峠の我が家」が好きで演奏している。犯人に刺される直前に釣った金魚は、両親に飼われ始める。作中では、武志の乳児期からの回想シーンが色々と挿入されている。

### 周三と関わる主な人たち
坂井三郎
演 - 尾藤イサオ
周三の甥で、武志のいとこ。川瀬家と親しくしており、武志の事件後から川瀬夫妻を精神的に支えるため、川瀬家を訪れては色々と協力する。武志を失って一時気弱になった周三のことを心配し、時々川瀬家に泊まりに来るようになる。新聞記者の松崎が書く武志の事件の取り上げ方に不満を持っており、後日川瀬家にやって来た彼に文句を言う。その後死んだ周三の代わりに「武志を殺した犯人が既に出所している」というやり場のない憤りや遺族の無念さを、松崎にぶつける。
松崎徹郎
演 - 近藤正臣
新聞記者。作中の世間では以前から、衝動的・短絡的な殺人事件がいくつか起きていることから、似たような武志の事件について新聞の原稿執筆を担当する。予定が合わず武志の告別式に参列できなかったため、別日に線香を上げに川瀬家に訪れる。事件後武志の入院先の病院で取材し、金品の被害がないことから「通りがかりの男とケンカになって刺された」または「武志に恨みを持つものの仕業」という警察の見方にならって記事を書いた。事件から5か月後、川瀬夫妻に「明日横浜の地方裁判所で（武志の事件の）裁判が行われる」と伝える。その後周三たち犯罪被害者遺族が署名運動した時（昭和43年頃）に、新聞記事で小さく取り上げるがそれ以降は特に記事にしなかったため、（昭和49年8月頃に）三郎から不満を述べられる。
田切杏子
演 - 大竹しのぶ
武志の恋人。見合いで武志と出会って交際を始め、周三と雪枝からも「いい娘さん」と気に入られていた。武志との結婚を決めた矢先に彼を事件で亡くし、父親と共に武志の通夜に訪れる。長野県飯田市の山あいの昔ながらの一軒家で家族と暮らしている。以前武志と船でのデート中に、彼が周三の目が悪くなっているという話を聞く。武志の事件後から、地元の人から「不吉な女」と心無い陰口を言われるようになる。昭和43年の春、飯田市まで訪ねてきた周三と再会し、殺人犯罪被害者の遺族の会の賛同者集めに苦労していることを聞く。昭和43年春の時点で、自宅で水引を作る内職をしている。
山村刑事
演 - 山本清
事件から数日後、犯人は石本昇という19歳の若者で、警察に自首してきたことを川瀬夫妻に報告しに自宅にやって来る。その場には川瀬夫妻、偶然線香を上げに来た松崎、松崎の記事に不満を持つ三郎もいる状態。数日前に松崎が書いた犯人の背格好などの詳しい情報を載せたことがきっかけとなり、石本が自首に至った経緯を告げる。石本の取り調べや事件に関連の疑いがあるやくざの事情聴取を担当する。
石本昇
演 - 見城貴信
武志の事件の犯人。19歳。事件から数日後に自分のしでかしたことが急に怖くなって姉の家に駆け込んだ後、義兄に連れられて神奈川県の交番に自首する。取り調べで、ヤクザ組織に入ろうとしたがひどいことを言われたため、憂さ晴らしに人を刺したい衝動にかられ、誰でもいいと思って夜道を歩いていたところ偶然出会った武志を刺したことを自白する。

### 周三が会員集めの旅で出会う人など
中沢工務店主
演 - 藤田まこと
東京都練馬区で建材店を経営。1年前の1月頃（武志の事件の2、3か月前）に武志と似たような事件で娘・明子を殺されている。「殺人犯罪の被害者の立場を訴えたい」との思いから、松崎を通じて周三が家族を殺された者同士ということで話を聞きに来る。娘の事件を語り、周三とお互いに殺人事件に対する司法の判断や子どもを殺された父親としての気持ちなどを伝え合う。娘を失ったことに大きな悲しみを抱きながらも、内心気持ちを奮い立たせて何とか日々を過ごしている。亡くなった娘の他、2人の息子がいる。
柴田保子
演 - 吉永小百合
昭和42年（武志の事件の判決公判より後）に登場。小学生の男の子2人を育てるシングルマザー。1年前の春にタクシー乗り場に並んでいた夫が、列に割り込もうとした酒に酔った消防士の2人組に注意したところ逆上され、そばに多くの人がいるにも関わらず彼らに傘の先端（石突）で衝動的に撲殺（または刺殺）された。労災保険が下りず、自身が体が丈夫ではないことから働けず、現在は生活保護を受けて暮らしている。夫の事件後に損害賠償の訴訟を起こしており、自宅を訪ねてきた周三に夫の事件や裁判などについて話をする。その後昭和50年に開かれた「犯罪による被害者補償制度を促進する会」関東甲信越大会に来場者として出席し、舞台から会長として演説する周三の話を聞く。
平山敏夫
演 - 田村高廣
昭和44年頃に登場。福島県安達郡本宮町在住。女子高生だった娘が殺されてからまだ日が浅い状態。学校から帰宅途中だった娘を、見知らぬ男に絞殺された。地元まで会いに来た周三と雪枝に、娘の遺体発見現場近くである地元の川沿いに案内して事件の詳細を語る。
井上静子
演 - 野村昭子
昭和46年に登場。丸亀市本島町在住。漁業をする夫が丸亀市内の路上で通りがかりの男に因縁をつけられ、殴る蹴るの暴行を受けて殺された。現在は成人している長男・あきお、10代である長女、小学生ぐらいの次男と暮らしている。自宅を訪ねてきた周三に、事件後からあきおが仕事を辞めて酒を飲んでは父親の無念を口にするだけの生活を送るようになったことを嘆く。
北村洋子
演 - 中村玉緒
昭和49年頃に登場。子供二人を抱えながら、大阪で雑貨店を営んでおり、夫の死後に店を引き継いだ。被害者遺族の会員集めの旅をする周三と雪枝が店を訪ねてきたため、殺された夫の事件について話す。犯罪被害者の遺族の中では、比較的明るくたくましい性格。夫を殺した犯人は捕まって裁判にかけられたが、精神鑑定の結果次第で無罪になる可能性があることに憤る。国と大阪府に補償請求の訴訟を起こしている。
中谷勝（なかや）
演 - 加藤剛
同志社大学法学部教授。洋子からの話で周三が、中谷の存在を知る。4人の賛同者による「被害者補償制度を促進する会」を発足させ、昭和49年頃の時点で会員数は20～30人。過去にイギリスに留学経験がある。「補償制度は、被害者遺族として当然の権利」との考え方の持ち主で、洋子に補償制度の訴訟を起こすきっかけを作った。大学の自身の研究室を訪ねてきた周三と雪枝に、自身と同じような犯罪被害者遺族のための活動をしてきた彼らを労う。その後昭和51年に開かれた衆議院法務委員会では、参考人として招致された周三が補償制度の必要性を訴える場に同席する

### その他
益田常吉
演 - 花沢徳衛
周三の工場のベテラン作業員。周三からは、「つねさん」と呼ばれている。武志のことを「若いながらも周三の跡継ぎとして良くやっている」と仕事ぶりを評価している。これまで工場経営をする周三を支えてきたことから、彼から作業員の中でも特に信頼されている。武志の事件からほどなくして、周三からしばらくの間工場の運営を任すことを頼まれる。
坂井和代
演 - 高杉早苗
三郎の母。写真屋を営んでおり、三郎と2人で切り盛りしている。地方裁判所の判決裁判の法廷に、被告人・石本の親兄弟が姿を見せていないことに彼の家族のあり方に疑問を抱く。後日自宅にやって来た周三から、「溶接工をしている三郎の知人に私の工場を売りたい」との話を聞く。
吉川
演 - 高岡健二
武志の友人。ある夜武志と地元の釣り堀で釣りをしながら、彼の恋人である杏子との結婚について話す。後日地方裁判所で開かれた武志の事件の判決裁判を、周三たちと傍聴する。
中沢明子
演 - 水谷亜希
中沢の娘。事件当時は20歳の大学3年生だった。自宅を出てピアノ教室でレッスンを受けるため都内のビル内に入った直後、突然背後から現れた見知らぬ青年に刃物で襲われた。体を計6ヶ所を刺され、救急車を呼ぶ間もなく息絶えた。
明子の事件の加害者
演 - 大地常雄（現・大地康雄）
明子を殺した犯人。26歳。明子がビルにやってきたところ、突然背後から現れて刃物で刺して逃走したが、直後に通行人によって取り押さえられた。警察の取り調べで、世の中への不満からストレス発散目的で犯行に及んだことを怒りや不気味な笑顔を交えて自白する。その後の裁判では、懲役15年の判決が下った。
やくざ
演 - 北見じゅん、内田憲一
取り調べで石本が「ヤクザになろうとしたが、組員からひどいことを言われて頭にきたため、人（武志）を殺した」と証言したため、その組員である2人のヤクザが山本刑事からそれぞれ事情を聞かれる。兄貴分は、「石本に軽い気持ちで言っただけ」と文句を言う。舎弟は、石本について「家庭環境が悪いせいで性格がひねくれた」と証言する。
看守
演 - 小坂一也
横浜地方裁判所で武志の事件の初公判当日、被告人である石本を法廷に連れて行く。その廊下で、裁判を傍聴に来た周三が突然石本に刃物で襲いかかるのを目の当たりにする。落ち着きを取り戻した周三に「裁判所ですから、静かにしていただかないと処罰されますよ」とたしなめる。
法律相談員
演 - 福田豊土
鶴見区役所で働く。地方裁判所の石本に対する判決を不服に思った周三から、「日本では殺人事件の被害者側に寄り添った法律は一つもないのですか？」と問われる。「そんなことはありません」と否定し、その一例として“警察官の職務に協力援助した者の災害給付に関する法律”などがあることを教える。
中山
演 - 橋本功
田口悟
演 - 吉田友紀

## スタッフ
- 監督：木下惠介
- 製作：飯島敏宏、杉崎重美
- 脚本：木下惠介、砂田量爾
- 原作：佐藤秀郎
- 撮影：岡崎宏三
- 美術：重田重盛
- 音楽：木下忠司
- 編集：杉原よ志